# 아메리칸 닌자 5
아메리칸 닌자 5(American Ninja 5)는 미국에서 제작된 바비 진 레너드 감독의 1993년 액션 영화이다. 데이빗 브래들리 등이 주연으로 출연하였고 오비디오 G. 아소니티스 등이 제작에 참여하였다.

## 출연

### 주연
- 데이빗 브래들리
- 리 리예스
- 앤 듀폰트

### 조연
- 팻 모리타
- 제임스 루
- 클레먼트 본 프랑켄스타인
- 마르코 피오리니
- 론 아페일